# Benjamin Kapp
Benjamin Kapp, född 9 juli 2002, är en tysk curlingspelare som representerar det tyska landslaget.

## Biografi
Benjamin Kapp har medverkat i tre VM-turneringar och tre EM-turneringar, och har tagit ett EM-guld.